# Валґута
Ва́лґута (ест. Valguta küla) — село в Естонії, у волості Елва повіту Тартумаа.

## Населення
Чисельність населення на 31 грудня 2011 року становила 149 осіб.

## Географія
Через населений пункт проходить автошлях 47 (Санґла — Ринґу). Від села починається дорога 22170 (Кірепі — Теедла — Валґута).

## Історія
До 24 жовтня 2017 року село входило до складу волості Ринґу.

## Пам'ятки

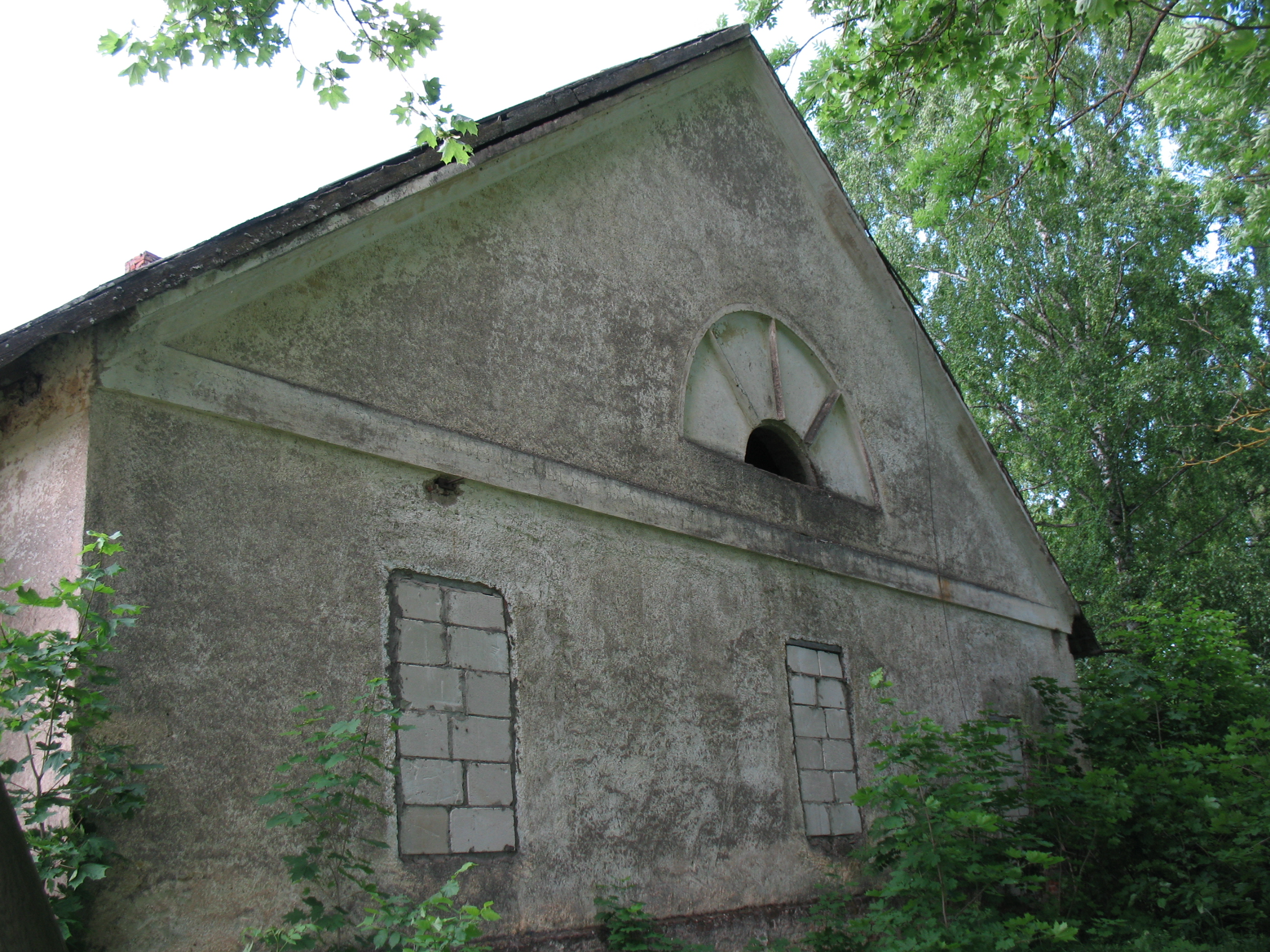
Комора в маєтку Валґута

- Маєток Валґута (Valguta mõis)

## Видатні особи
У Валґута народився естонський поет та письменник Ернст Енно (1875—1934).